# Friedrich Haider
Friedrich Haider (Austria, 7 de noviembre de 1961) es un director de orquesta y pianista austríaco. Desde 2004, es el director titular y artístico de Oviedo Filarmonía.
De 1991 a 1994, Haider desempeñó el puesto de director principal de la Ópera Nacional de Estrasburgo. Estuvo casado con la soprano eslovaca Edita Gruberova (n. 1946).

## Grabaciones y premios
Numerosos CD y DVD publicados por Teldec, BMG y la Deutsche Grammophon Gesellschaft demuestran la gran variedad de Friedrich Haider como director y pianista de música de cámara. En el año 1998 fue galardonado con el solicitado premio de la crítica discográfica alemana (Preis der deutschen Schallplattenkritik) por la primera grabación completa mundial de los Lieder con orquesta de Richard Strauss. En el año 2005 firmó un contrato con Philartis Vienna, para la que ha grabado no solo Il segreto di Susanna de Wolf-Ferrari, sino también el Doble Concierto de Brahms (con los solistas Tibor Kovács y Franz Bartolomey, ambos de la Orquesta Filarmónica de Viena) y la Serenata Nº 1 con la Mantova Chamber Orchestra.